# Agathon Benary

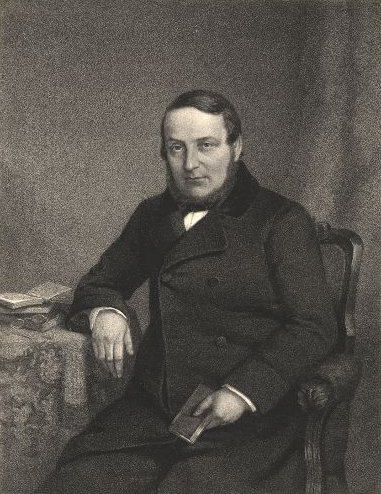
Agathon Benary. Lithographie von F. Hecht

Karl Albert Agathon Benary (* 17. Januar 1807 in Kassel; † 4. Dezember 1860 in Berlin) war ein deutscher Klassischer Philologe.

## Leben
Agathon Benary war der dritte Sohn des jüdischen Bankiers Salomon Levy (1770–1828), der 1808 den Familiennamen Benary annahm. Agathon Benary besuchte das Gymnasium zu Göttingen, später das in Erfurt. Anschließend studierte er von 1824 bis 1827 Klassische Philologie an den Universitäten zu Göttingen und Halle. Dort wurde er von Karl Christian Reisig besonders angeregt. Nach der Promotion mit der Arbeit De Aeschyli Prometheo soluto arbeitete Benary als Gymnasiallehrer in Berlin, wo er neben der Arbeit seine Studien an der Universität vertiefen konnte. Besonders der Indogermanist Franz Bopp gab ihm entscheidende Anregungen. Benary arbeitete von 1833 bis zu seinem Tod am Köllnischen Realgymnasium und hielt seit 1839 als Privatdozent Lehrveranstaltungen an der Universität ab. Sein Schwerpunkt in der akademischen Lehre war die griechische und lateinische Grammatik, wobei er besonders die Erkenntnisse und Methoden der vergleichenden Sprachwissenschaft einbezog.
Benarys sprachwissenschaftliche (besonders grammatische) Forschung schlug sich in zahlreichen Aufsätzen nieder. Sein großangelegtes Werk zur lateinischen Lautlehre blieb unvollendet: Nur der erste Band ist 1837 im Druck erschienen (Die römische Lautlehre sprachvergleichend dargestellt).
Nach Benarys Tod richtete sein Sohn Viktor 1868 die Agathon-Benary-Stiftung ein, die jährlich das Schulgeld für fünf bedürftige Schüler des Köllnischen Gymnasiums bezahlte.
Sein Enkel war der Offizier und Schriftsteller Albert Agathon Benary, dessen Tochter Eleonore Dörner.